# العضلة بين الضلعية الأعمق
العضلة بين الاضلاع تحت الداخلية (بالإنجليزية: Innermost intercostal muscle)‏ هي طبقة من العضلات وربية تحت المستوى الذي يحتوي على أوعية الأعصاب الوربية و العضلات بين الضلعية الغائرة.